# Odo (Star Trek)
Odo je fiktivní postava v televizním sci-fi seriálu Star Trek: Stanice Deep Space Nine.
Odo pochází z rasy Zakladatelů (měňavců), bytostí schopných měnit tvar. Byl jedním ze stovky bytostí vyslaných v dětském věku prozkoumávat galaxii a poté se vrátit a podělit o zkušenosti. Byl však nalezen Bajorany a později sloužil jako velitel bezpečnosti na stanici Deep Space Nine (dříve Terok Nor). Po událostech války s Dominionem se vrátil na svou domovskou planetu v mlhovině Omarion.